# Ismael Cortinas
Ismael Cortinas és un municipi de l'Uruguai ubicat al sud-oest del departament de Flores.

## Geografia
Es troba al sud-oest de Flores, dins el sector 4. El municipi fa frontera amb els departaments de Soriano, Colonia i San José.

## Història
El 15 d'octubre de 1963 Ismael Cortinas va rebre la categoria de "vila" pel decret 13.167.

## Govern
L'alcaldessa d'Ismael Cortinas és Lucy Etchandy.

## Població
D'acord amb les dades del cens de 2004, Ismael Cortinas tenia 1.069 habitants, essent una de les localitats més poblades del departament de Flores, al costat de la capital, la ciutat de Trinidad.
| Any  | Població |
| ---- | -------- |
| 1963 | 515      |
| 1975 | 580      |
| 1985 | 938      |
| 1996 | 1.036    |
| 2004 | 1.069    |
| 2011 | 918      |

Font: Institut Nacional d'Estadística de l'Uruguai